# Fernando I Alimudín
Fernando I Alimudín (en árabe مُحَمَّدعلیم الدین; en Jawi محمدعلیم الدیند ) titulado rey de Joló, Sultán de Sulu y Sabah con el nombre de Muhammad Azim ud-Din I (1735-1748), y nuevamente desde 1764 hasta su abdicación en 1774.

## Biografía
Educado en su infancia por su padre Maulana Diaafar Sadicsa (Badar ud-Din I), completa su educación en Batavia, Indias Orientales Neerlandesas. 

"...Por su vecindad á Zamboanga, había tenido muchas conferencias con los jesuítas, insinuándose en su ánimo con tales demostraciones de afecto y confianza, que llegó á prometerles que les entregaría á su hijo y heredero Alimudin, para que instruido en los misterios de nuestra santa fe, y en las costumbres españolas, pudiese en Manila recibir el bautismo de manos del señor arzobispo de esta metrópoli. Entretanto que así lísongeaba á los jesuítas, disponía una armada, aliado secretamente con malanaos y mindanaos, para arruinar estas islas, comenzando por Zamboanga..."
Vicente Barrantes, Capitulo II, página 18

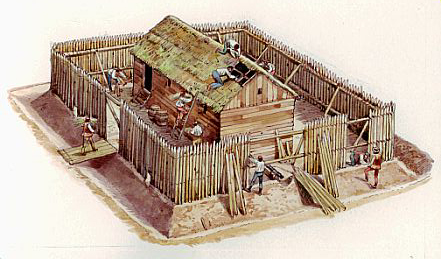
Empalizada de la misión jesuita.

En 173] abdica su padre siendo reconocido como sultán en 1735 cuando su primo, Nasar ud-Din, renuncia a sus derechos al trono.
En enero de 1737, en la ciudad de Manila, Datus Mohammad Ismael y Yafar suscriben en su nombre junto con el Gobernador Fernando Valdés y Tamón un Tratado por el cual se establece la preservación de la paz permanente entre los dos estados; ayuda mutua frente a cualquier enemigo; libre comercio entre ambos estados y liberación de prisiones con restitución de imágenes y objetos de culto.

### Guerra civil

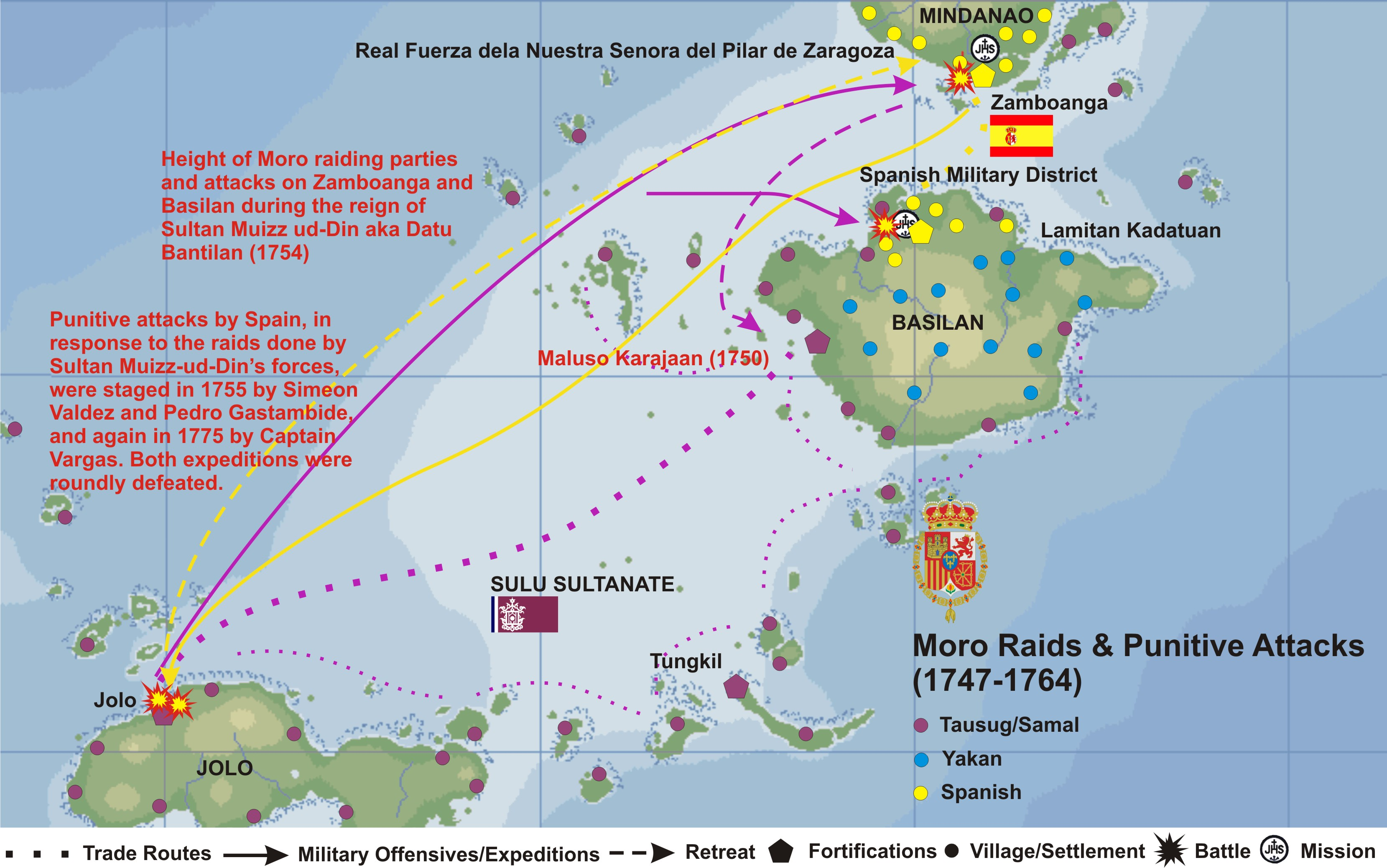
Campañas 1747-1764

El 12 de julio de 1744, Felipe V de España solicita permiso para que misioneros de la Compañía de Jesús pueda predicar el cristianismo en sus territorios. La autorización concedida levanta una feroz oposición, formando su hermano Bantilán un partido que preconizaba tanto la expulsión de los misioneros como la deposición del Sultán, comenzando la guerra civil.
Bantilan acomete al sultán con una lanza, hiriéndole en el muslo. Son frecuentes disturbios y agresiones a los misioneros.
El sultán con su familia y séquito se presenta en Zamboanga, donde busca la protección de España.

"...Poco después llegó á Zamboanga la falsa noticia de haber elegido los joloanos por rey á Bantilán, echando del trono á Mahamad Alimudin, quien habiéndose apoderado de las campanas y alhajas, que para iglesia y casa hablan llevado los misioneros, había salido de aquella corte con honores reales, despidiéndole en la playa su hermano Bantilán y los Datos, entre salvas de artillería. Componían su comitiva diez y siete embarcaciones armadas con toda clase de bocas de fuego, numerosa guardia y gran número de concubinas. Hizo en Basilán ademan de quererse fortificar contra los insultos de los joloanos, restableció (y en parte á nuestra costa) la antigua fuerza de aquella isla, y de allí pasó á Zamboanga, aumentándose día por día su cortejo hasta más de 200 hombres, lo que causó recelo, máxime habiendo llegado el sultán casi á media noche á pedir que le dejasen entrar en la fortaleza..."
Vicente Barrantes, Capitulo II, página 21

El 2 de enero de 1749 llega a Cavite.

### Bautismo
En Manila, el Gobernador (1745-1750) Juan de Arechederra, obispo de Nueva Segovia, le dio una recepción digna de un príncipe de alto rango.
Alimudín manifiesta a Arechederra su deseo de ser instruido en la fe cristiana. Recibió el bautismo el 28 de abril de 1750 en Panique, obispado de Nueva Segovia, provincia de Pangasinán, siendo y titulado rey de Joló, con el nombre de Fernando, en honor a Fernando VI de España, cuyo vasallaje aceptó.
Existen dudas sobre la sinceridad de su conversión, para Barrantes, Ni una palabra le escribía acerca de haberse hecho cristiano, siendo tan natural que le participase esta mudanza; y de aquí se comenzó á sospechar de él, reparándose entonces el poco aprecio que hacia del bautismo, que cuando asistía á misa, ni se arrodillaba, ni adoraba el augusto Sacramento. 

### Restauración
El nuevo Gobernador, marqués de Brindisi y Ovando, prometió su ayuda a Fernando I para que este pudiera recuperar el trono castigando a Bantilán y a sus piratas.
Antes de salir de Manila en 1751 para recuperar su reino de Joló, Fernando I escribió una carta en árabe dirigido a Muhammad Khair ud-Din Amir ud-Din Itamza, sultán de Maguindanao, en nombre del Marqués de Ovando.
La traducción de esta carta fue la base de una acusación de traición, por lo que fue detenido y encarcelado durante diez años.
Fernando I permaneció preso en Manila hasta 1762 cuando la ciudad fue ocupada por los británicos durante la Guerra de los Siete Años. En 1763 fue restaurado en el trono por los británicos.
El Tratado de París (1763) supuso la devolución de la ciudad de Manila, desalojada por Simón de Anda y Salazar la primera semana de abril de 1764.

### Retorno
Después de que falleciera el sultán Bantilan, le sucede en el trono su hijo, Azim ud-Din II, y después de la muerte de éste, se hizo con el poder, Fernando I tras volver a Joló. Fue bienvenido por su pueblo y se convirtió al islam, permaneciendo musulmán hasta su muerte. En noviembre de 1773, abdicó el trono en favor de su hijo, Israil.

## Su legado
Fernando I fue uno de los monarcas más queridas, considerado como hombre de paz y reformador.
Suscribió el Tratado de 1737, acuñó moneda, organizó un ejército y trató de establecer una armada.
Revisó la legislación del sultanato y su sistema judicial, e inició la traducción de partes del Corán y de varios textos jurídicos y religioso en la lengua local, iniciando la redacción de un vocabulario de términos islámicos, como paso previo a hacer el árabe la lengua oficial de su Estado.
El historiador jesuita Horacio de la Costa escribió un relato de la vida de Alimuddin que apareció en un par de revistas académicas en 1965. En 2002 Roberto M. Paterno compila los escritos del Padre de la Costa.